# Kolm-Index
Der Kolm-Index ist ein Ungleichheitsmaß zur Beschreibung der absoluten Konzentration, das nach dem französischen Ökonomen und Ökonometriker Serge-Christophe Kolm benannt ist.

## Definition
Sei {\displaystyle N} die Anzahl der Einkommen, so dass {\displaystyle N=n\cdot m} gilt. Hierbei gibt {\displaystyle n} die Anzahl verschiedener Einkommen an und jedes Einkommen hat {\displaystyle m} Empfänger (Einkommensbezieher). Die Zahl gleicher Paare mit einem gegebenen Einkommen beträgt:
{\displaystyle {\frac {m\cdot (m-1)}{2}}}
und die Gesamtanzahl gleicher Einkommen wäre:
{\displaystyle {\frac {n\cdot m\cdot (m-1)}{2}}\,.}
Offensichtlich wäre die Gesamtzahl aller Paare:
{\displaystyle {\frac {N\cdot (N-1)}{2}}-{\frac {n\cdot m\cdot (n\cdot m-1)}{2}}\,.}
Dabei kann man an einen ‚Gleichheitsindex‘ in der Form des Terms:
{\displaystyle {\frac {n\cdot m\cdot (m-1)}{n\cdot m(n\cdot m-1)}}={\frac {m-1}{N-1}}}
denken. Folglich errechnet sich das Ungleichheitsmaß durch Subtraktion von {\displaystyle 1}:
{\displaystyle {\frac {1-(m-1)}{N-1}}-{\frac {N-m}{N-1}}={\frac {m\cdot (n-1)}{n\cdot m-1}}={\frac {n\cdot m-m}{n\cdot m-1}}\,.}
Wenn das Einkommen {\displaystyle x_{1}} {\displaystyle f_{i}} Bezieher hat, lautet der Index wie folgt:
{\displaystyle K=1-{\frac {\sum f_{i}^{2}-N}{N\cdot (N-1)}}={\frac {N^{2}-\sum f_{i}^{2}}{N\cdot (N-1)}}\,.}
Kolm definierte 1976 den Index folgendermaßen:
{\displaystyle K={\frac {1}{\kappa }}\cdot \ln \left[{\frac {1}{n}}\cdot \sum \limits _{i=1}^{n}e^{\kappa \left(\mu -y_{i}\right)}\right]\,;\quad \kappa >0\,,}
wobei {\displaystyle \kappa } die Ungleichheitsaversion angibt.

## Motivation
Kolms Intention, diesen kuriosen Index zu entwickeln, begründet sich seiner Meinung nach darin, sich eine Vorstellung davon zu bilden, dass viele simple (Rechen-)Wege bestehen, sich einem Ungleichverteilungsmaß zu nähern.